# إتش بي إف إس
نظام ملفات عالي الأداء (بالإنجليزية: High Performance File System)‏ ويختصر إلى HPFS وهو نظام ملفات أنشئ خصيصا من أجل نظام التشغيل أو إس / 2 ( OS/2 ) لتحسين وتقليل القيود التي كانت على نظام الملفات السابق له والمسمى فات (FAT)